# 佤族

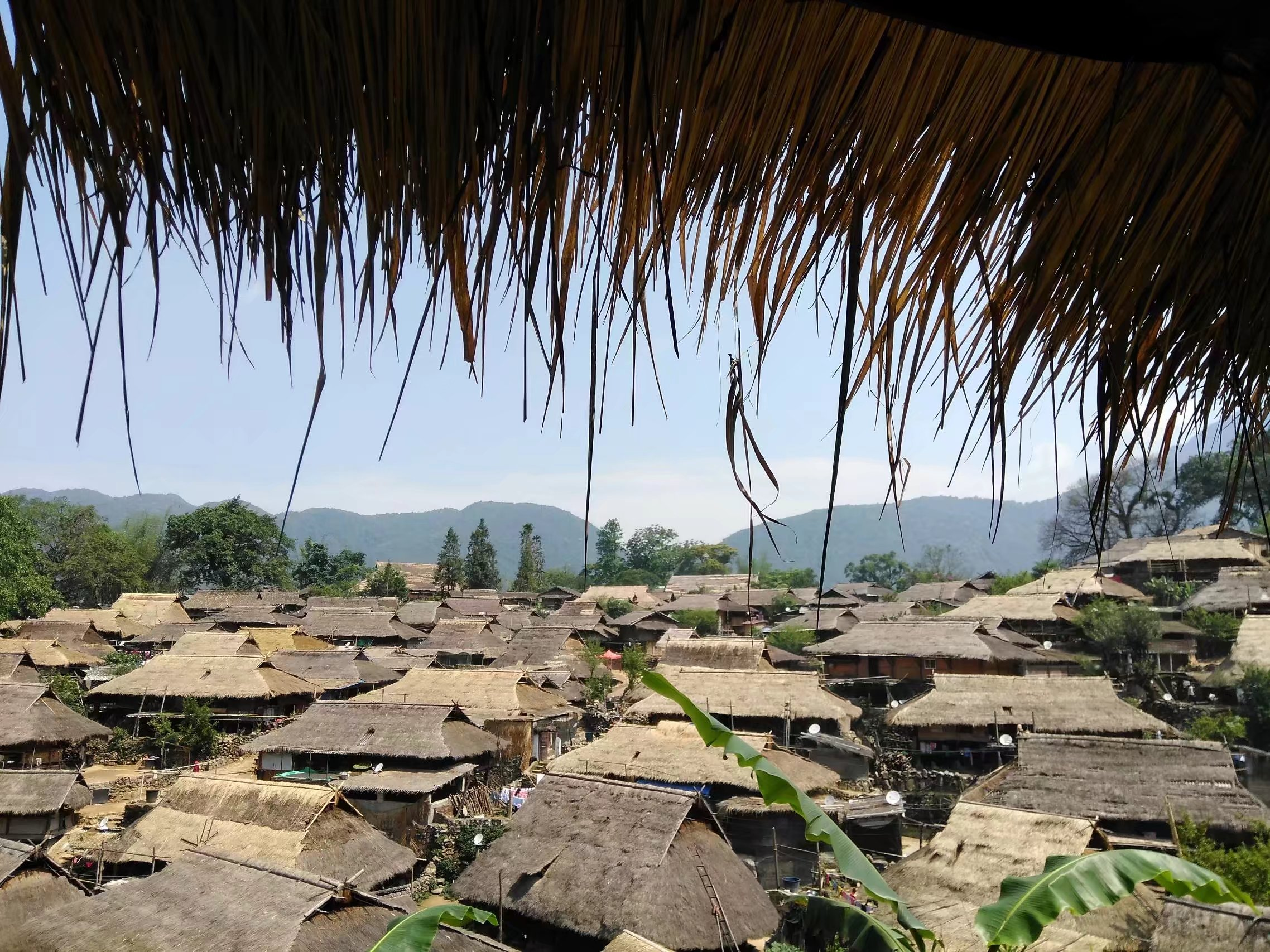
翁丁村——位于临沧市沧源佤族自治县的佤族村落

佤族（佤文： （口语） /  （文学语），旧佤文： / ；中国标准罗马字母：Va）是亞洲的一個跨國民族，主要分佈在瀾滄江與薩爾溫江之間的山地，分屬於緬甸與中國。在緬甸境內超過60萬人，主要分佈於佤邦，也分布於撣邦其他地区。在中國約43萬人，主要分佈在雲南省西南部的西盟佤族自治縣和滄源佤族自治縣，其餘分佈在瀾滄、孟連、雙江、耿馬、鎮康等縣。传统上佤族人信仰萬物有靈，现在则多信仰基督教或佛教。有木鼓崇拜。佤族使用佤語，佤語屬南亞語系孟-高棉語族佤-德昂語支，有巴饒克、佤和阿佤3個方言。中國的佤族原來沒有文字，1956年創製了一套以巴饶方言为基础方言、以岩帅语音为标准音的拉丁字母的拼音文字。

## 歷史
佤族在兩千年前就與布朗族、德昂族等民族的先民一起居住在高黎貢山和瀾滄江地區。先秦時為「百濮」的一支，唐代稱「濮子蠻」，宋代稱「濮蠻」，明代稱「古剌」，清代稱「嘎剌」、「哈瓦」，也被記載為「野」。佤族分為兩種，一是（佧佤），保有獵人頭的習俗，所以又稱「野佧」；另一是「卡喇」（佧喇），常與鄰族（尤其是傣族，舊稱「擺夷」）接觸，且已革除獵人頭的習俗，又稱「熟佧」，他們受傣文化的影響而接受了南傳上座部佛教信仰。「野佧」依獵頭方式又分兩種：「濕頭」用殺人的方式取得人頭，「乾頭」則以購買或挖掘墳墓的方式取得。他們自稱「佤」「巴饒克」「阿佤」等，都有「住在山上的人」的意思。當地傣族與國外老族、撣族稱其為「佧佤」，「佧」在傣語中意為奴隸。中華人民共和國成立後，統一稱為佤族。佤族最后一次有记录的猎头在1950年代末。
他們本来也生活在景棟，後被孟萊王孫兒征服，成為掸族詔法的奴隶。
佤族民族學家趙明生提出了與傳統史籍相異的觀點，他認為晉朝永昌郡的永壽城不僅是普通縣城，而是晉朝時歸順中原政權的佤族地方民族政權，可能是民間傳說的佤族古城。

## 佤族分布
主要分佈在雲南省西南部和缅甸的佤邦。
中华人民共和国有两个纯佤族自治县、三个佤族与其他少数民族联合自治县：
- 西盟佤族自治县（云南省普洱市）
- 孟连傣族拉祜族佤族自治县（云南省普洱市）
- 双江拉祜族佤族布朗族傣族自治县（云南省临沧市）
- 沧源佤族自治县（云南省临沧市）
- 耿马傣族佤族自治县（云南省临沧市）

## 习俗

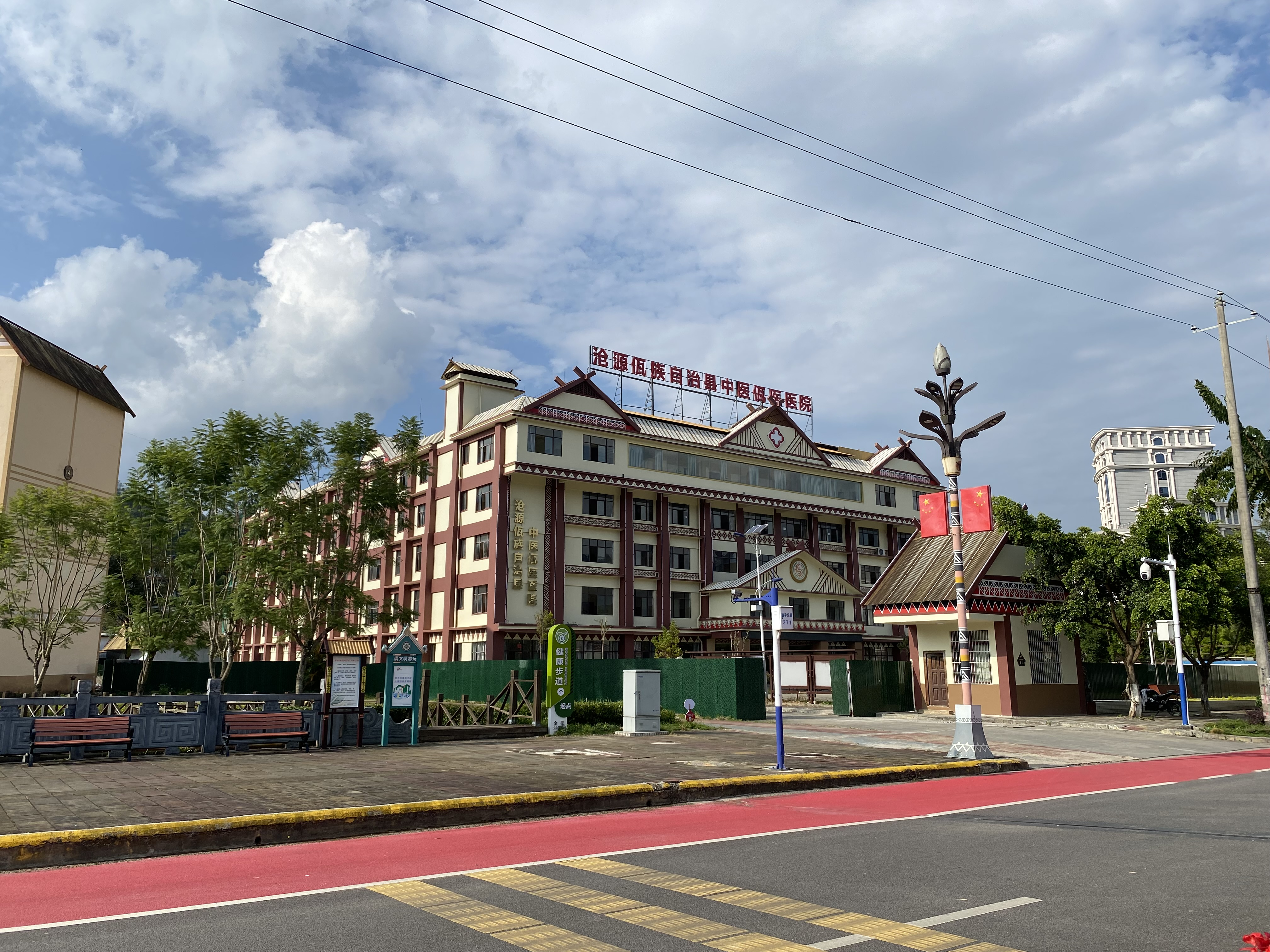
沧源佤族自治县中医佤医医院

佤族的传统有播种节、新米节、新火节、新水节、叫谷魂、拉木鼓等。

## 佤族相关文藝作品
- 柏楊於1961年出版的暢銷小說《異域》講述孤軍的故事，其中包括國軍退到佤族地區，以及反攻大陸時岩帥王田興武、岩城王屈鴻齋率領大批佤族青年加入孤軍的事蹟。
- 《阿佤人民唱新歌》，佤族民歌改編的中國大陆歌曲。此歌曲在改編前是佤族的祝酒歌，后解放军通讯兵杨正仁在1964年改編後傳唱至今，也是雲南省西盟佤族自治縣縣歌。
- 《孔雀飛來阿佤山》，中國大陆電影，1976年峨嵋電影製片廠攝製。電影拍攝地點為雲南省景洪市，內容講述中國人民解放軍在1950年代進入阿佤山佤族居住的山寨、趕走國軍部隊的故事。
- 佤族和众多西南地区少数族群一样不为绝大多数人所认知，值得一提的是在90年代初期，有一批佤族青年前往深圳表演佤族的歌舞，其中包括一种名叫甩发舞的舞蹈，引起了人们的兴趣。

## 佤族名人
- 胡玉堂
- 田興武、田興文
- 鮑有祥
- 趙尼來
- 肖明亮

## 外部連結
- 雲南省佤族分佈圖 （页面存档备份，存于）
- 佤語分佈圖，Va與Parauk為佤族所使用[永久]
- 佤、緬、漢、英辭典